# 高畑充希
高畑充希（日语：／ Takahata Mitsuki，1991年12月14日—），日本女演員、歌手，大阪府出身。所屬經紀公司是Horipro。以「みつき」名義進行歌手活動。丈夫是演員岡田將生。

## 經歷
高畑充希因受喜愛舞台劇的雙親影響，自小想成為舞台劇演員。
2005年参加Horipro創業45年記念主办的「山口百恵トリビュート音樂劇 播放 part2 〜屋上的天使」的演出者面試，在9621人的應募者中脱颖而出，並以演員身分正式出道。求學時期亦同時參與多部音樂劇的試鏡，但多數皆落選。
2007年開始，從大阪前往東京的八雲學園高校就讀，並擔任音樂劇《彼得潘》主角，其後，亦主演《原來是美男》、《咖啡王子1號店》等日本的舞台劇版。
2007年，移籍至Horipro之後初次演出電影《海豚奇蹟》，至2009年，陸續演出《3年B組金八先生》等劇。2010年4月，進入法政大學職業設計部就讀。
2013年，在大學就讀期間，因演出NHK晨間劇《多謝款待》的男主角妹妹，知名度日增。編劇森下佳子亦因看到高畑演出音樂劇的歌唱表現，而增加唱歌的橋段，高畑的戲劇及歌唱才能也因此而受到注目。同年，因為喜歡可苦可樂小淵健太郎的歌聲，高畑開始發展歌手路線，並以「みつき」名義展開活動。
2014年，與桐谷美玲、有村架純、山本美月等女星合作參演電影《女子戰隊》。
2015年1月，因連續劇《問題餐廳》的演繹而受到好評，並獲得第84回日劇學院賞助演女優賞。7月，製片方公布改編自同名小說的真人版電影《植物圖鑑》由高畑和岩田剛典雙主演。此片亦是高畑充希初次主演電影，並憑藉該部電影獲得了第40屆日本電影學院獎新人獎。
2015年8月24日，於二千五百多名候選人中脫穎而出，正式公布主演NHK晨間劇《當家姐姐》。此為首次主演NHK晨間劇，同時也是《多謝款待》兩年後二度宣布參演。
2016年1月16日，與有村架純、高良健吾合作出演月九電視劇《追憶潸然》，在富士電視台播放，飾演日向木穂子。主演NHK晨間劇《當家姐姐》，飾演女主角小橋常子，人氣急升，平均收視達22.8%，僅次於2015年波瑠主演的《阿淺來了》及2002年高野志穗主演的《櫻花》，成為本世紀最高收視NHK晨間劇第三位。
2017年，參演電影《鐮倉物語》，首次主演日本電視台（NTV）水十新劇《過度保護的加穗子》，飾演女主角加穗子，廣受好評。
2018年10月，主演漫畫改編美食劇《忘卻的幸子》。
2019年，主演電視劇《警察之家》，飾演女警牧野日和；主演NTV電視劇《同期的櫻》，飾演女主角北野櫻，一年故事線為一集，播放期間收視率節節上升，並憑本劇首次贏得第103回日劇學院賞主演女優賞。
2021年1月，首次主演醫療劇《虹色病歷簿》。
2024年11月19日，與演員岡田將生共同發表結婚聲明。

## 人物
- 家中獨生女。
- 興趣為閱讀、觀賞舞台劇、美食愛好者。
- 私底下非常喜歡古著。
- 在圈中人緣甚好。與大竹忍、木村綠子交情好。和《Q10》的共演前田敦子關係亦良好，並因《Q10》和前田敦子、池松壯亮及柄本時生共組「醜人會」，四人曾以此名義上節目對談。因拍攝《女子戰隊》而跟有村架純成為好朋友，之後亦在《追憶潸然》一起合作。
- 黑木瞳曾評價高畑充希為「背負日本音樂劇界的逸才」。
- 不擅長球類運動。
- 因肩窄關係，難以背雙肩背包。
- 與同為演員的岡田將生宣布結婚。兩人首度合作出演連續劇《1122》共演夫妻角色，去年拍攝，2024年正式交往並於同年結婚。[7]

## 出演
- 註：粗體字表主演

### 電視劇
- 3年B組金八先生（TBS） - 飾演 田口彩華
  - 第8系列（2007年10月11日 - 2008年3月20日）
  - 3年B組金八先生FINAL～『最後の贈る言葉』（2011年3月27日）
- ナツコイ（2008年6月30日 - 2008年8月29日，MBS電視台） - 飾演 後藤なつき
- 夫婦道 第2系列（2009年6月17日、24日，TBS） - 飾演 吉永リカ
- Q10（2010年10月16日 - 12月11日，日本電視台） - 飾演 河合恵美子
- 卒業ホームラン SP（2011年3月23日，東京電視台） - 飾演 井上美奈子
- 絶対零度 〜未解決事件特命捜査〜 Special（2011年7月8日，富士電視台） - 飾演 野沢咲
- NHK晨間劇 多謝款待（2013年9月30日，NHK）-飾演 西門(川久保)希子
- ウレロ☆未体験少女 第12集（2014年3月28日，東京電視台） -飾演 みつき
- 奇跡的教室（2014年6月28日，日本電視台） -飾演 正田レイコ
- 翌檜三三七拍子（2014年7月15日 - 9月9日，富士電視台） -飾演 葉月玲奈
- 大河劇 軍師官兵衛（2014年7月27日 - 11月23日，NHK） -飾演 阿糸
- 東京傷情故事 SP（2014年12月30日，東京電視台） -飾演 須藤あかね
- 問題餐廳（2015年1月15日 - 3月19日，富士電視台） -飾演 川奈藍里
- 煙霞〜Gold Rush〜（2015年7月，WOWOW）-飾演 正木菜穗子
- 東京傷情故事（2016年1月16日 - 4月9日，東京電視台） -飾演 須藤あかね
- 追憶潸然（2016年1月18日-3月21日，富士電視台) -飾演 日向木穗子
- NHK晨間劇 當家姐姐（2016年4月4日－2016年10月1日，NHK） -飾演 小橋常子（主演）
- 東京傷情故事 SP 千住之恋（2017年1月3日，東京電視台） -飾演 須藤あかね
- 過度保護的加穗子（2017年7月12日－9月13日，日本電視台） -飾演 根本加穗子（主演）
- 忘卻的幸子SP（2018年1月2日，東京電視台） -飾演 佐佐木幸子（主演）
- 東京傷情故事 SP 御茶ノ水の恋（2018年3月30日，東京電視台） -飾演 須藤あかね
- 68歲的新人職員SP（2018年6月18日，富士電視台） -飾演 工藤繭子（與草刈正雄雙主演）
- 過度保護的加穗子2018愛與夢想SP（2018年9月19日，日本電視台） -飾演 根本加穗子（主演）[8]
- 忘卻的幸子（2018年10月13日－12月29日，東京電視台） -飾演 佐佐木幸子（主演）[9]
- 警察之家（2019年1月11日－3月15日，TBS電視台） -飾演 牧野日和（主演）[10]
- 同期的櫻（2019年10月9日 - 12月18日，日本電視台） -飾演 北野櫻（主演）[11][註 1]
- 忘卻的幸子新春SP（2020年1月2日，東京電視台） -飾演 佐佐木幸子（主演）
- 與海灘的旭日騙子們（2020年10月30日，福島電視台） -飾演 茂木莉子（主演）
- 4段不可思議故事~超常懸疑劇SP（2020年12月26日，富士電視台） -飾演 笹倉栞
- 虹色病歷簿（2021年1月21日 - 3月18日，朝日電視台） -飾演 紅野真空（主演）
- 異邦人（2021年11月28日 - 12月26日，WOWOW） -飾演 篁菜穗（主演）
- 亂來！我居然會成為社長（2022年1月12日 - 3月16日，日本電視台） -飾演 高梨雛子（主演）
- 星降的夜晚 最終話（2023年3月14日，朝日電視台） -飾演 闇原心
- unknown（2023年4月18日 - 6月13日，朝日電視台） -飾演 闇原心（與田中圭雙主演）
- 大河劇 致光之君（2024年3月31日 - 7月21日，NHK）-飾演 藤原定子
- 1122好夫妻（2024年6月14日 - 6月28日，Prime Video） -飾演 相原一子（與岡田將生雙主演）

### 電影
- ドルフィンブルー フジ、もういちど宙へ（2007年，松竹） - 飾演 玉城ミチル
- 書法女孩 舞動甲子園（2010年5月，華納兄弟） - 飾演 好永清美
- 女子戰隊 （2014年6月，福田雄一） - 飾演 黄川田ゆり
- 閃爍的青春（2014年12月13日，東寶） - 飾演 成海唯
- 球場上的朝日（2014年12月20日，東寶） - 飾演 エミー笠原
- 植物圖鑑（2016年6月4日，松竹） - 飾演 河野彩香（初主演）
- 怒（2016年9月17日，東寶） - 飾演 薰[12]
- 安曇春子下落不明 （2016年12月3日，Phantom Film） - 飾演 木南愛菜
- 小偷演員（日语：泥棒役者#映画）（2017年11月18日，博報堂DY音樂與電影（日语：博報堂DYミュージック&ピクチャーズ）） - 藤岡美沙
- Destiny 鎌倉物語（日语：鎌倉ものがたり#映画） （2017年12月9日，東寶） - 飾演 一色亞紀子
- 旅貓日記（日语：旅猫リポート#映画）（2018年10月26日，松竹） - 配音 ナナ
- 三更半夜居然要吃香蕉 愛的真實故事（日语：こんな夜更けにバナナかよ_筋ジス・鹿野靖明とボランティアたち#映画）（2018年12月28日，松竹） - 安堂美咲[13]
- 町田君的世界（2019年6月7日，華納兄弟） - 飾演 高嶋さくら（SAKURA）[14]
- 武士搬家好吃驚（2019年8月30日，松竹） - 飾演 於蘭[15]
- 阿宅的戀愛太難（2020年2月7日，東寶） - 飾演 桃瀬成海（主演）[16]
- 明日的餐桌（2021年5月28日，WOWOW、KADOKAWA） - 飾演 石橋加奈
- 魔仿犯（2021年6月11日，東宝） - 飾演 川瀨夏美
- 與海灘的旭日騙子們（2021年9月10日，波麗佳音） - 飾演 茂木莉子（主演）
- 怪物（2023年6月2日，東寶、GAGA）- 飾演 鈴村廣奈
- 黃金神威（2024年1月19日，東寶）- 飾演 梅子
- 国宝（2025年6月6日，東寶）- 飾演 春江
- 秒速5公分（2025年10月10日，東寶）- 飾演 篠原明里[17]

### 配音
- Barbie芭比（2023年8月11日，華納兄弟） - 刻版芭比（主演）

### 舞台劇
- 少年H（1999年8月4日 - 29日、東京 / 大阪） - 妹尾好子（童年時代）
- Playback part2 〜屋上的天使（2005年） - 主演 すもも
- 小飛俠（2007年 - 2012年） - 飾演 8代目・彼得潘
- 奇跡之人（2009年） - 飾演 海倫·凱勒
- 原來是美男（2011年） - 飾演 櫻庭美男・美子
- 豆之坂書店〜読みたがりたちの読書会〜（2011年12月27日 - 29日，天王洲銀河劇場） - 飾演 神田川ひやね
- 咖啡王子1號店（2012年4月13日 - 5月13日，東京、大阪） - 主演 高恩燦
- 愛麗絲夢遊仙境（2012年11月18日 - 12月16日，東京、大阪） - 飾演 Chloe
- スマートモテリーマン講座（2013年1月17日 - 2月9日，東京、地方） - 飾演 野上玲子
- ウレロ☆未公開少女（2013年3月2日 - 3日，六本木ブルーシアター） - 飾演 みつき
- 瘋狂理髮師：倫敦首席惡魔剃刀手（2013年5月5日 - 6月9日，東京、地方） - 飾演 Joanna
- 奇跡之人（2014年10月9日-21日，東京、大阪） - 飾演 海倫·凱勒
- いやおうなしに（2015年1月9日 - 3月1日，東京、地方） - 飾演 真壁芳奈
- 青い種子は太陽のなかにある（2015年8月10日 - 9月13日，東京、大阪） - 飾演 弓子
- 我是真悟 （2016年12月 - 2017年1月）- 主演 山本真鈴 (與門脇麥雙主演)
- 厄勒克特拉（2017年4月14日 - 5月7日） - 主演 厄勒克特拉
- 小美人魚音樂會（2018年2月11日 - 2月14日，東京 、大阪） - 主演 愛麗兒公主[18]
- 奇蹟之人（2019年4月13日～4月29日） - 主演 安·沙利文[19]
- 西貢小姐（2020年5月23日 - 6月28日預定，帝國劇場，由於疫情影響而取消所有的公演） - 飾演 金[20]
- WAITRESS（2021年3月9日～30日 東京 日生劇場、2021年4月4日～11日 福岡 博多座、2021年4月15日～19日 大阪 梅田芸術劇場、2021年4月29日～5月2日 名古屋 御園座） - 主演 珍娜（Jenna）
- 奇跡之人（2022年5月18日～6月5日 東京 東京芸術劇場、6月8日～6月12日 大阪 梅田芸術劇場） - 主演 安·沙利文
- 西貢小姐（2022年7月29日～8月31日 東京 帝國劇場 [7月24日～28日、8月22日～24日 因疫情影響取消]、9月9日～19日 大阪 梅田芸術劇場） - 飾演 金
- 宝飾時計（2023年1月9日～29日 東京 東京芸術劇場、2023年2月2日～6日 大阪 森ノ宮ピロティホール、2023年2月10日～12日 鳥栖 鳥栖市民文化会館大ホール、2023年 2月17日～19日 愛知 東海市芸術劇場 大ホール、2023年 2月25日、26日 長野 サントミューゼ（上田市交流文化芸術センター）大ホール） - 主演 ゆりか
- WAITRESS（2025年4月9日～30日 東京 日生劇場、2025年5月5日～8日 愛知 Niterra日本特殊陶業市民会館、2025年5月15日～18日 大阪 梅田芸術劇場、2025年5月22日～29日 福岡 博多座） - 主演 珍娜（Jenna）

### 音樂錄影帶
- 川嶋愛〈你幸福嗎／旅行箱〉（2007年10月3日）
- 竹內瑪莉亞〈振作精神（日语：元気を出して）〉(2008年10月1日)
- CreepHyp（日语：クリープハイプ）〈寢癖（日语：寝癖 (クリープハイプの曲)）〉（2014年5月7日）
- 星野源「Family Song」（2017年7月31日）

### 電視動畫
- 卡魯魯與不可思議之塔（日语：カルルとふしぎな塔）（2010年10月8日 - 2011年4月8日，キッズステーション） - 主演・飾演 卡魯魯
- 花は咲く 東北に咲く（2014年9月8日，NHK） - 主演・飾演 ざしきわらし
- 蠟筆小新（2021年2月13日，朝日電視台） - 飾演 紅野真空

### 電影動畫
- 午睡公主～不為人知的故事～（2017年3月18日） - 主演・飾演 森川心羽

### 廣播劇
- LOVE=Platinum  恋愛パズル piece.11「彼女の場合」（2010年9月10日、TOKYO FM） - 飾演 珠樹
- FMシアター「ヒッチハイク」（2011年4月9日，NHK-FM） - 主演・飾演 美奈子

### 電視直播節目
- NHK直播音樂節目《おげんさんといっしょ(與源太太一起)（日语：おげんさんといっしょ）》

2017年5月4日首播
2018年8月20日
2019年10月14日
2020年11月3日
2021年11月23日
共演者(依發布序)-媽媽星野源、小鼠宮野真守、爸爸高畑充希、長女藤井隆、長男細野晴臣

## 音樂

### 單曲
- 大切なもの（2007年6月20日，EP） 小渕健太郎（可苦可樂）製作
- 瞳ひらいて（2007年11月28日，EP） 川嶋愛製作
- 夏のモンタージュ（2008年7月30日，EP） 竹內瑪莉亞製作
- ホームにて（2015年1月4日，Single）
- 何日君再来 (ホーリージュンザイライ)（2017年6月21日，Single）
- 青春の続き（2022年11月16日，Single）

### 專輯
- COLOR（日语：COLOR (みつきのアルバム)）（2008年9月3日）
- Play List（2014年3月26日）

## 獎項
- 第84回日劇學院賞助演女優賞（問題餐廳）
- 第23屆読売演劇大賞杉村春子賞(新人賞)（靑い种子は太阳のなかにある）
- 第40屆日本電影學院獎新人獎（植物圖鑑）
- 第25回橋田賞新人賞（大姊當家）
- 第9回CONFiDENCE日劇大獎主演女優賞（過度保護的加穗子）
- 第27回TV Station日劇大賞主演女優賞（過度保護的加穗子）
- 第103回日劇學院賞主演女優賞（同期的櫻）
- 第46屆菊田一夫演劇賞演劇賞（WAITRESS）

## 外部連結
- 高畑充希的X（前Twitter）
- 高畑充希的Instagram帳戶
- 高畑充希的Ameba部落格（日語）
- みつき官方Blog（2007年5月30日 - 2008年10月23日）
- 高畑充希個人Blog （页面存档备份，存于）（2005年6月23日 - 2009年8月13日）
- みつき（日本華納音樂個人介紹頁）
- 高畑充希（タカハタミツキ） | ホリプロオフィシャルサイト （页面存档备份，存于）
- 高畑充希在互联网电影资料库（IMDb）上的資料（英文）
- 高畑充希在豆瓣上的资料（简体中文） （中文）